# Mark Campanaro
Mark Alan Campanaro (Toledo, 22 agosto 1954) è un ex cestista statunitense naturalizzato italiano.

## Carriera
Nato a Toledo in Ohio da una famiglia originaria di Corleone, Campanaro gioca dapprima nella squadra della Servite High School e successivamente in quella della Università della California, Santa Barbara.
Campanaro trova fortuna in Italia: la sua prima squadra è la Vidal Mestre, con cui disputa 37 partite e realizza 654 punti. Passa poi a Perugia, mantenendo uno status particolare frutto di un accordo con la FIP: pur essendo cittadino italiano a tutti gli effetti dal 1977, in massima serie è da considerarsi statunitense e nelle serie inferiori come italiano.
Le stagioni italiane di maggior successo sono però quelle alla Viola Reggio Calabria. Campanaro (il cui cartellino è di proprietà del Basket Mestre di Pieraldo Celada) firma l'accordo con la società reggina il 30 settembre 1982, divenendo così il primo giocatore americano nella storia della squadra. Il primo stipendio annuale è di 50 milioni di lire più l'affitto dell'appartamento; negli anni la cifra lieviterà, fino ad arrivare ai 105 milioni dell'ultima stagione.
Campanaro rimane alla Viola per sei stagioni consecutive dal 1982 al 1988. Sono anni nei quali delizia il pubblico reggino con giocate da fuoriclasse: gesta che lo fanno restare ancora oggi nella memoria degli appassionati di basket della Viola. Disputa 165 partite tra Serie A1 e Serie A2, realizzando 2.335 punti; a questi dati vanno aggiunti quelli relativi al campionato di Serie B 1982-83. Proprio nel 1983, precisamente il 30 aprile, Campanaro decide di scrivere una lettera al presidente della Federazione, chiedendo che venga riconosciuto il suo status di cittadino italiano in qualunque serie del campionato. La richiesta viene appoggiata dalla società; la FIP inizialmente rifiutò la richiesta della Viola, ma fu successivamente costretta a darle ragione dopo l'arbitrato promosso dalla società reggina.
Campanaro venne così considerato italiano a tutti gli effetti, e il 5 settembre 1983 esordì in Nazionale nella sfida contro i New York City All Stars. Con la maglia azzurra disputerà poi i Giochi del Mediterraneo 1983. In totale con l'Italia ha disputato 8 partite e realizzato 44 punti.
Dopo l'esperienza con la Viola, passa in Serie B con il Corato Basket. Approda poi all'Olimpia Pistoia, Resta a Pistoia quattro anni, dal 1990 al dicembre 1993, disputando 103 partite con 332 punti a referto.